# Koniec naszego świata
Koniec naszego świata – polski film wojenny z 1964 roku w reżyserii Wandy Jakubowskiej na podstawie autobiograficznej powieści Tadeusza Hołuja, pod tym samym tytułem.

## Fabuła
Film przedstawia życie codzienne obozu koncentracyjnego Auschwitz-Birkenau widziane oczami jednego z ocalałych więźniów, Henryka, który po latach wraca do muzeum, oprowadzając po nim parę Amerykanów. Dla przybyszów ze Stanów Zjednoczonych miejsce to jest czymś niezwykłym, nie do końca zrozumiałym, nie wiedzą, że ich przewodnik był kiedyś więźniem. Dla Henryka ponowne przybycie do obozu po blisko 20 latach to lawina silnych wspomnień o aresztowaniu, walce o przetrwanie, buncie przeciwko SS i ucieczce.

## Obsada
- Lech Skolimowski – Henryk
- Teresa Wicińska – żona Henryka
- Krystyn Wójcik – Samek
- Władysław Głąbik – Wiktor
- Tadeusz Hołuj – Adam
- Tadeusz Madeja – Bolek
- Edward Kusztal – Czarny
- Tadeusz Teodorczyk – major
- Adam Fornal – Karol
- Tadeusz Bogucki – Smolik
- Mieczysław Wisniewski – rotmistrz
- Jerzy Przybylski – Dawid
- Elżbieta Starostecka – Julia
- Ferdynand Matysik – Rudi
- Antoni Żuliński – profesor Werner
- Janusz Sykutera – rapportführer SS
- Piotr Augustyniak – Wirth, lekarz SS
- Hieronim Konieczka – lagerführer
- Jerzy Nowak – blockführer
- Lech Grzmociński – szef Gestapo
- Władysław Pawłowicz – komendant
- Stanisław Szymczyk – rapportführer SS
- Andrzej Gazdeczka – więzień Oświęcimia
- Jerzy Bielecki – więzień Oświęcimia
- Arkadiusz Bazak – Rosjanin, więzień Oświęcimia
- Jerzy Siwy – SS-mann
- Andrzej Kopiczyński – kapo „Krwawy Józek"